# Nuoto sincronizzato ai campionati mondiali di nuoto 2007 - Duo (programma tecnico)
La gara del nuoto sincronizzato - duo tecnico dei campionati mondiali di nuoto 2007 è stata disputata il 17 marzo e il 20 marzo a Melbourne in Australia.
La gara, alla quale hanno preso parte 36 atlete provenienti da 36 nazioni, si è svolta in due turni.
La competizione è stata vinta dalla coppia russa Anastasija Davydova e Anastasija Ermakova, mentre l'argento e il bronzo sono andati rispettivamente alla coppia spagnola Gemma Mengual e Paola Tirados e a quella giapponese Saho Harada e Emiko Suzuki.

## Medaglie
| Posizione | Atlete                                  | Paese    |
| --------- | --------------------------------------- | -------- |
| Oro       | Anastasija Davydova Anastasija Ermakova | Russia   |
| Argento   | Gemma Mengual Paola Tirados             | Spagna   |
| Bronzo    | Saho Harada Emiko Suzuki                | Giappone |

## Programma
| Data          | Turno       |
| ------------- | ----------- |
| 17 marzo 2007 | Preliminari |
| 20 marzo 2007 | Finale      |

### Preliminari
I migliori 12 punteggi si qualificano per la finale
| Pos. | Atleta          | Nazionalità                                  | Punti  | Note |
| ---- | --------------- | -------------------------------------------- | ------ | ---- |
| 1    | Russia          | Anastasija Davydova Anastasija Ermakova      | 98.500 |      |
| 2    | Spagna          | Gemma Mengual Paola Tirados                  | 97.167 |      |
| 3    | Giappone        | Saho Harada Emiko Suzuki                     | 96.833 |      |
| 4    | Cina            | Jiang Tingting Jiang Wenwen                  | 96.333 |      |
| 5    | Canada          | Marie-Pier Boudreau Gagnon Isabelle Rampling | 94.833 |      |
| 6    | Stati Uniti     | Christina Jones Annabelle Orme               | 94.500 |      |
| 7    | Italia          | Beatrice Adelizzi Giulia Lapi                | 93.833 |      |
| 8    | Ucraina         | Kseniya Sydorenko Daria Iushko               | 92.500 |      |
| 9    | Grecia          | Evanthia Makrygianni Despoina Solomou        | 91.500 |      |
| 10   | Paesi Bassi     | Bianca van der Velden Sonja van der Velden   | 89.833 |      |
| 11   | Svizzera        | Magdalena Brunner Ariane Schneider           | 89.667 |      |
| 12   | Francia         | Apolline Dreyfuss Lila Meesseman-Bakir       | 89.500 |      |
| 13   | Brasile         | Nayara Figueira Lara Teixeira                | 88.666 |      |
| 14   | Corea del Sud   | Sol Ib Lee Yoo Jung Rhee                     | 87.667 |      |
| 15   | Rep. Ceca       | Soňa Bernardová Alžběta Dufková              | 86.500 |      |
| 16   | Israele         | Anastasia Gloushkov Viktoria Yarmolinskaya   | 86.167 |      |
| 17   | Messico         | Mariana Cifuentes Nara Falcón                | 85.833 |      |
| 18   | Kazakistan      | Anna Kulkina Arna Toktagan                   | 85.500 |      |
| 18   | Corea del Nord  | Pom Tokgo Hui Yun                            | 85.500 |      |
| 20   | Gran Bretagna   | Olivia Allison-Federici Jenna Randall        | 84.833 |      |
| 20   | Austria         | Nadine Brandl Elisabeth Mahn                 | 84.833 |      |
| 22   | Bielorussia     | Katsiaryna Kulpo Nastassia Parfenava         | 84.334 |      |
| 23   | Cuba            | Kenia Perez Guerra Yamisleidys Romay Arias   | 84.000 |      |
| 24   | Nuova Zelanda   | Lisa Daniels Nina Daniels                    | 82.834 |      |
| 25   | Venezuela       | Greisy Teresita Gomez Veronica Sanchez Marin | 81.667 |      |
| 26   | Australia       | Dannielle Liesch Tarren Otte                 | 81.333 |      |
| 27   | Uzbekistan      | Natalya Korneeva Valentina Popova            | 79.000 |      |
| 28   | Germania        | Lisa Lacker Iris Zeppenfeld                  | 78.167 |      |
| 29   | Egitto          | Dalia El Gebaly Omar Hanzada                 | 78.166 |      |
| 30   | Rep. Dominicana | Mariel Bros Perez Claudia Cueli Venta        | 77.333 |      |
| 31   | Cile            | Constanza Morales Gacitúa Soledad Soto Tobar | 75.334 |      |
| 32   | Malaysia        | Jillian Ng Hui Chuen Png                     | 73.667 |      |
| 32   | Aruba           | Devah Leenheer Carondina Leenheer            | 73.667 |      |
| 34   | Singapore       | Mei Shan Krishnan Cheryl Seah Peizhen        | 72.334 |      |
| 35   | Indonesia       | Sabihisma Arsyi Tri Eka Sandiri              | 68.667 |      |
| 36   | Costa Rica      | Jenniffer Carranza Violeta Mitinian          | 64.000 |      |

### Finale
| Pos. | Atleta      | Nazionalità                                  | Punti  | Note |
| ---- | ----------- | -------------------------------------------- | ------ | ---- |
| 1    | Russia      | Anastasija Davydova Anastasija Ermakova      | 98.833 |      |
| 2    | Spagna      | Gemma Mengual Paola Tirados                  | 97.500 |      |
| 3    | Giappone    | Saho Harada Emiko Suzuki                     | 97.167 |      |
| 4    | Cina        | Jiang Tingting Jiang Wenwen                  | 96.000 |      |
| 5    | Stati Uniti | Christina Jones Annabelle Orme               | 95.167 |      |
| 6    | Canada      | Marie-Pier Boudreau Gagnon Isabelle Rampling | 94.833 |      |
| 7    | Italia      | Beatrice Adelizzi Giulia Lapi                | 93.167 |      |
| 8    | Ucraina     | Kseniya Sydorenko Daria Iushko               | 90.666 |      |
| 9    | Paesi Bassi | Bianca van der Velden Sonja van der Velden   | 90.167 |      |
| 10   | Grecia      | Evanthia Makrygianni Despoina Solomou        | 89.833 |      |
| 11   | Svizzera    | Magdalena Brunner Ariane Schneider           | 88.667 |      |
| 12   | Francia     | Apolline Dreyfuss Lila Meesseman-Bakir       | 87.834 |      |